# SDSS J090745.0+024507
SDSS J090745.0+024507 (SDSS 090745.0+024507) — короткопериодическая переменная звезда, имеющая в системе отсчёта Галактики радиальную скорость 709 км/с.
Эффективная температура составляет 10 500 K (спектральный класс B9), а возраст оценивается в 350 млн лет. Расстояние от Солнца до звезды составляет 71 кпк. Объект был выброшен из центра Галактики менее 100 млн лет назад, что свидетельствует в пользу существования популяции молодых звёзд в центре Галактики в период менее 100 млн лет назад.
Астроном Уоррен Браун дал звезде название Outcast Star; это была первая из обнаруженных гиперскоростных звёзд. Объект был открыт в 2005 году в обсерватории MMT Гарвард-Смитсоновского центра астрофизики астрономами Уорреном Брауном, Маргарет Геллер, Скоттом Кеньоном и Майклом Курцом.